# Хоаким Родригес
Хоаким Родригес Оливер (на испански: Joaquim Rodríguez Oliver роден 12 май 1979 в Паретс дел Валес) е испански професионален колоездач от 2001 of 2016 година.

## Постижения
2001; Онсе-Ероски
1-ви, Ескалада a Монтжуис
3-ти, Субида a Уркиола
2003; Онсе-Ероски
1-ви, 8 етап 2003 Обиколка на Испания
1-ви, 6 етап Париж-Ница
2004; Сауниер Дювал-Продир
1-ви,  Генерално класиране Сетмана Каталана де Сиклисме
2005; Сауниер Дювал-Продир
1-ви,  Класиране при катерачите 2005 Обиколка на Испания
1-ви, Субида a Уркиола
2-ри, Генерално класиране Вуелта а Бургос
2-ри, Сан Себастиан
2006; Кес д'Епан-Илиес Балеарс
1-ви, 5 етап 2006 Париж-Ница
1-ви, Ескалада a Монтжуис
2007; Кес д'Епан-Илиес Балеарс
1-ви,  Национален шампион в общия старт
1-ви, Класика Примавера
1-ви, GP Вияфранса де Ордизия
2008; Кес д'Епан-Илиес Балеарс
1-ви, 3 етап 2008 Тирено-Адриатико
6-и, Генерално класиране, Обиколка на Испания
8-и, 2008 Амстел Голд Рейс
8-и, 2008 Ла Флеш Валон
8-и, 2008 Лиеж-Бастон-Лиеж
2009; Кес д'Епан-Илиес Балеарс
1-ви, 4 етап, 2009 Тирено-Адриатико
1-ви, 2 етап, Вуелта а Бургос
2-ри, 2009 Лиеж-Бастон-Лиеж
3-ти,  2009 Световно първенство
7-и, Генерално класиране, Обиколка на Испания
2010; Катюша
1-ви, Генерално класиране 2010 Волта а Каталуня
1-ви, 12 етап 2010 Обиколка на Франция
1-ви, GP Мигуел Индурайн
2-ри, 2010 Ла Флеш Валон
3-ти, Генерално класиране, Вуелта ал Паис Васко
1-ви, 5 етап 2010 Париж-Ница
7-и, Генерално класиране, 2010 Париж-Ница